# SN 2005ia
SN 2005ia – supernowa typu Ia odkryta 11 października 2005 roku w galaktyce A011135-0000. W momencie odkrycia miała maksymalną jasność 21,70m.